# Karel Kracík
Karel Kracík (* 4. dubna 1947) je bývalý český hokejový obránce.

## Hokejová kariéra
V československé lize hrál za CHZ Litvínov. Nastoupil ve 24 ligových utkáních, dal 2 góly a měl 2 asistence. V nižší soutěži hrál za TJ Slovan Ústí nad Labem a TJ Stadion Liberec.

## Klubové statistiky
| Sezona    | Klub                     | Soutěž  | Základní část | Základní část | Základní část | Základní část | Základní část |
| Sezona    | Klub                     | Soutěž  | Z             | G             | A             | B             | TM            |
| --------- | ------------------------ | ------- | ------------- | ------------- | ------------- | ------------- | ------------- |
| 1971/1972 | TJ Slovan Ústí nad Labem | 2. liga | -             | -             | -             | -             | -             |
| 1972/1973 | CHZ Litvínov             | 1. liga | 24            | 2             | 2             | 4             | -             |
| 1973/1974 | TJ Stadion Liberec       | 2. liga | -             | -             | -             | -             | -             |